# Arab African International Bank
L'Arab African International Bank (AAIB) est une banque commerciale dont le siège social est au Caire. Elle est créée en 1964 par une loi spéciale, partagée à parts égales entre la Banque centrale d'Égypte et l'Autorité koweïtienne d'investissement. Elle possède des succursales aux Émirats arabes unis et au Liban.

## Histoir
Son objectif initial est de tirer parti des richesses de la région et de servir de pilier financier aux ambitions régionales, Le traité de création est signé par le président égyptien Gamal Abdel Nasser et Gabr Al Ahmed Al Gabr Al Sabbah, ancien prince héritier du Koweït.
En 1970, s'étend au niveau régional avec le lancement de l'AAIB-UAE, devenant la première banque du secteur privé égyptien à étendre ses opérations dans la région du Golfe.
En 1982, elle lance la première salle de marché internationale en Égypte et introduit les premières cartes de crédit sur le marché.
En octobre 2023, AAIB est l'une des plus grandes banques égyptiennes à suspendre l'utilisation des cartes de débit en dehors de l'Égypte pour les achats et à fixer de nouvelles limites de retrait d'espèces à l'étranger allant de 11 000 EGP (355 USD) à 33 000 EGP (1 067 USD) par mois.
En septembre 2024, le gouvernement annonce son intention de vendre sa participation dans 32 sociétés, dont la Banque du Caire, l'Arab African International Bank et la Bank of Alexandria via la bourse d'égypte,.